# Marzena Wojdecka
Marzena Wojdecka (ur. 3 marca 1963 w Modelu) – polska lekkoatletka, specjalizująca się w biegach sprinterskich.

## Kariera
Jako juniorka reprezentowała barwy sekcji lekkoatletycznej ZSZ CRS w Kutnie.
Na mistrzostwach Europy w Stuttgarcie (1986) wraz z Ewą Kasprzyk, Genowefą Błaszak i Elżbietą Kapustą zdobyła – po dyskwalifikacji zespołu ZSRR – brązowy medal w biegu rozstawnym 4 x 400 metrów (był to jedyny medal wywalczony przez reprezentantów Polski podczas tych mistrzostw). W 1987 brała udział w halowych mistrzostwach świata oraz halowych mistrzostwach Europy.  Reprezentantka kraju w pucharze Europy.
Indywidualnie zdobyła cztery medale mistrzostw Polski seniorów – w biegu na 400 metrów jeden złoty (Grudziądz 1986) i dwa brązowy (Bydgoszcz 1985 i Kielce 1991) oraz w biegu na 800 metrów jeden srebrny (Kielce 1991). W 1986 wraz z koleżankami z klubu Start Łódź zdobyła mistrzostwo kraju w sztafecie 4 x 100 metrów. Stawała na podium halowych mistrzostw kraju.
Rekord życiowy w biegu na 400 metrów: 51,44 (28 czerwca 1986, Grudziądz)

## Życie prywatne
Jej mężem jest Mieczysław Kasperkiewicz, były piłkarz, zdobywca Pucharu Polski z Widzewem Łódź w 1985 roku. Mają dwóch synów Piotra (ur. 1988) oraz Arkadiusza (ur. 1994), również piłkarzy.

## Osiągnięcia
| Rok  | Impreza                   | Miejsce      | Konkurencja        | Lokata     | Wynik   |
| ---- | ------------------------- | ------------ | ------------------ | ---------- | ------- |
| 1985 | Finał A pucharu Europy    | Moskwa       | sztafeta 4 x 400 m | 5. miejsce | 3:31,20 |
| 1986 | Mistrzostwa Europy        | Stuttgart    | sztafeta 4 x 400 m | 3. miejsce | 3:24,65 |
| 1986 | Mistrzostwa Europy        | Stuttgart    | bieg na 400 m      | półfinał   | 53,26   |
| 1987 | Halowe mistrzostwa Europy | Liévin       | bieg na 400 m      | 6. miejsce | 52,97   |
| 1987 | Halowe mistrzostwa świata | Indianapolis | bieg na 400 m      | półfinał   | 53,27   |
| 1987 | Finał A pucharu Europy    | Praga        | sztafeta 4 x 400 m | 5. miejsce | 3:29,18 |
| 1987 | Finał A pucharu Europy    | Praga        | bieg na 400 m      | 6. miejsce | 52,61   |